# Йерисовци
Йерисовци (единствено число йерисовец, йерисовка, на гръцки: Ιερισσιώτες, Йерисиотес) са жителите на град Йерисос, Егейска Македония, Гърция. Това е списък на най-известните от тях.

## Родени в Йерисос
А — Б — В — Г — Д –
Е — Ж — З — И — Й –
К — Л — М — Н — О –
П — Р — С — Т — У –
Ф — Х — Ц — Ч — Ш –
Щ — Ю — Я

### А
- Аргирис Митропулос (1926 – 1978), български писател
- Астерьос Петру, гръцки революционер, участник във Войната за независимост
- Атанасиос Влахомихалис (1805 – ?), гръцки революционер, участник във Войната за независимост

### Б
- Бойко Каратанасис (1783 – ?, Μπόικο Καραθανάσης), гръцки революционер, участник във Войната за независимост с хилядата на Анастасиос Каратасос[1]

### В
- Василиос Папас (р. 1951), гръцки юрист и политик
- Влахомихалис (Йеро Влахос, 1878 – 1845), гръцки революционер, участник във Войната за независимост

### Г
- Георгиос Димитриу, гръцки революционер, участник във Войната за независимост
- Георгиос Янглис (1869 – 1946), гръцки андартски капитан

### Е
- Екатерини Инглези (р. 1967), гръцки политик

### Й
- Йоанис Йоргос (р. 1959), гръцки политик
- Йоанис Теологу (1793 – ?), гръцки революционер, участник във Войната за независимост

### К
- Константинос Влахомихалис, гръцки революционер, участник във Войната за независимост

### М
- Манолис Георгиу (1800 – ?), гръцки революционер, участник във Войната за независимост
- Мария Арсени (р. 1944), гръцки политик

### С
- Стерьос Георгиу (1793 – ?, Στέριος Γεωργίου), гръцки революционер, участник във Войната за независимост с хилядата на Каратасос[1]

### Х
- Христодулос Георгиу, гръцки революционер, участник във Войната за независимост с хилядата на Каратасос, след освобождението се установява в Халкида[1]